# Kazimierz Mniszek-Tchorznicki
Kazimierz Mniszek-Tchorznicki (vel Tchórznicki) herbu Jelita (ur. 1829, zm. 23 listopada 1911 we Lwowie) – ziemianin, oficer armii austriackiej, działacz gospodarczy.

## Życiorys
Był emerytowanym rotmistrzem dragonów armii austriackiej. 
Ziemianin, od 1857 właściciel dóbr Lutowiska, następnie także Nadyby na obszarze ówczesnego powiatu samborskiego. Członek Rady Powiatowej (1867-1870) i zastępca członka (1867-1870) Wydziału Powiatowego w Samborze. Członek powiatowej komisji szacunkowej podatku gruntowego w Samborze (1869-1871). Zastępca członka Krajowej Komisji Szacunkowej Podatku Gruntowego we Lwowie (1877-1882).
Jeden z cenzorów Filii w Samborze (1870-1871) potem członek (1872-1885) i wiceprezes (1898-1909) rady nadzorczej Galicyjskiego Banku Hipotecznego we Lwowie. Członek Wydziału Galicyjskiej Kasy Oszczędności (1871). Członek (1869-1873) i wiceprezes (1874-1880) Wydziału Okręgowego Sambor-Rudki oraz delegat do ogólnego zgromadzenia (1869-1873) Galicyjskiego Towarzystwa Kredytowego Ziemskiego. Członek (1859-1866) a potem członek oddziału samborsko-staromiejsko-turczańskiego (1867-1890) Galicyjskiego Towarzystwa Gospodarskiego. Członek Komitetu GTG (18 czerwca 1875 - 26 maja 1876). Był członkiem rady zawiadowczej Galicyjskiego Towarzystwa Budowniczego (1873-1880), Członek rady zawiadowczej Kolei Lwowsko-czerniowiecko-jaskiej (1883-1884). 
Został pochowany w grobowcu rodzinnym w Wojutyczach 25 listopada 1911.

## Odznaczenia
Odznaczony Orderem Korony Żelaznej III klasy.

## Rodzina
Urodził się w rodzinie ziemiańskiej, syn oficera i powstańca listopadowego Władysława (1794-1862) i Honoraty z domu Ufniarskiej. Miał brata Maksymiliana. Jego żoną od 1856 była Helena z domu Stadnicka herbu Szreniawa (córka Leona i Lubiny z domu Ufniarskiej). Ich synami byli Władysław (1857-1924), Roman (1858-), Leon (1861-).